# Аскеров, Фирдоуси Сафтарович
Фирдоуси Сафтарович Аскеров (1 января 1963, Дербент, Дагестанская АССР, РСФСР, СССР) — советский и российский педагог и солист. Директор Азербайджанский государственный драматический театр в Дербенте с 2015 года.Заслуженный работник культуры Республики Дагестан (2012).

## Биография
Родился 1 января 1963 года в г. Дербенте. По национальности — азербайджанец. С 1969 по 1977 годы учился в дербентской средней общеобразовательной школе № 3, где получил образование в 8 классов. В 1977 году поступил в Дербентское музыкальное училище на отделение духовых инструментов по специальности «кларнет», которое окончил в 1981 году, получил квалификацию – преподаватель в детской музыкальной школе по классу «кларнет». В 1978 году, параллельно обучаясь в музыкальном училище, начал трудовую деятельность, работал в Доме пионеров и школьников руководителем духового оркестра. После окончания музыкального училища, поступил в Астраханскую государственную консерваторию, которую успешно окончил в 1986 году и получил квалификацию – солист оркестра, преподаватель. По распределению Министерства культуры РСФСР был направлен на работу в Дербентское музыкальное училище. С 1986 по 1987 годы служил в рядах Вооружённых сил СССР в образцово-показательном оркестре в Москве. После окончания службы вернулся в Дербент, где продолжил работать в музыкальном училище преподавателем по классу «кларнет» и оркестровых дисциплин. До 2006 года, работая преподавателем, готовил и выставлял на конкурсы своих студентов, многие занимали призовые места. Также сам давал сольные концерты, как в городе Дербенте, так и за пределами. Являясь солистом в оркестре народных инструментов, выезжал с концертами. Принимал самое активное участие в общественной жизни училища. В феврале 2006 года приказом Министра культуры Республики Дагестан, был назначен директором Дербентского музыкального училища, в котором проработал до 1 июля 2014 года. На протяжении восьми лет работая на должности директора, также совмещал педагогическую деятельность. В марте 2011 года за вклад в развитие многонациональной культуры Республики Дагестан и в связи с празднованием Дня работника культуры был награждён Почётной грамотой Министерства культуры Республики Дагестан.  Указом Президента Республики Дагестан за № 45 от 23 марта 2012 года за заслуги в области культуры и многолетний добросовестный труд присвоено почётное звание «Заслуженный работник культуры Республики Дагестан». В августе 2014 года был назначен на должность заместителя директора в ГБУ «Азербайджанский государственный драматический театр». 25 августа 2015 года назначен на должность директора ГБУ «Азербайджанский государственный драматический театр». В августе 2018 года в Азербайджанском театре прошли обыски,  уволенная специалист по кадрам Марина Дудченко в своем обращении обвинила директора Фирдоуси Аскерова в незаконном обогащении средств по схеме «Мертвые души». 6 мая 2022 года глава Дербентского района Мавсум Рагимов назначил Фирдоуси Аскерова своим общественным помощником по культуре.

## Звания и награды
- Медаль «Дружба народов» (2023 год) — за вклад в укрепление дружбы, межнационального мира и согласия между народами Российской Федерации и Азербайджанской Республики[3].
- Заслуженный работник культуры Республики Дагестан (23 марта 2012 года) —  за заслуги в области культуры и многолетний добросовестный труд[4].
- Почётная грамота Министерства культуры Республики Дагестан (март 2011 года) — за вклад в развитие многонациональной культуры Республики Дагестан и в связи с празднованием Дня работника культуры[4].

- Почётные грамоты:
  - за помощь и поддержку молодых дарований.
  - за вклад в развитие культуры и обучение подрастающего поколения.
  - за подготовку и участие в концерте, посвящённого творчеству азербайджанского композитора Асафа Зейналы.
  - за активное участие в программе вечера, посвящённого 110-летнему юбилею выдающегося дагестанского композитора Г. А. Гасанова.
  - за участие во всех концертных и знаменательных мероприятиях, посвящённых знаменательным датам.

## Личная жизнь
Родители: отец – Аскеров Сафтар Мирзаагаевич, мать – Аскерова Амиля Мамедовна – оба ветераны труда. Брат: Аскеров Мирза-Ага Сафтарович — художественный руководитель и дирижёр Академического хора МГУ.